# North York
North York je městská část v severní části Toronta v Ontariu v Kanadě. Podle sčítání v roce 2001 zde žilo 608 288 obyvatel, v roce 2006 měla městská část 635 370 obyvatel. Do roku 1998 se jednalo o samostatné město, které bylo druhou největší částí obecní struktury nazývané Metropolitan Toronto, která byla nařízením Ontarijské vlády změněna na City of Toronto a sloučila všech šest částí.
North York je jedna z nejrozmanitějších částí Toronta, jež obsahuje čtvrti nejzámožnější (The Bridle Path, Hogg's Hollow, York Mills, Willowdale, Bayview Village) i nejchudší (Jane and Finch, Flemingdon Park a Lawrence Heights).